# Jana (Laptewsee)
Die Jana (russisch Яна, jakutisch Дьааҥы Džaangy [dʒaːŋɯ]) ist ein 872 km langer Strom, jeweils im Nordosten der Republik Sacha (Jakutien) und des asiatischen Teils von Russland bzw. im Norden des Föderationskreises Ferner Osten. Mit ihrem Quellfluss Sartang ist sie 1492 km lang.

## Verlauf
Der Fluss entsteht zwischen Werchojansker Gebirge im Westen und Tscherskigebirge im Osten nur etwas oberhalb von Werchojansk durch die Vereinigung von Dulgalach und Sartang. Ab Batagai fließt die Jana in Richtung Norden entlang des Nordwestrandes des Tscherskigebirges und nimmt die Flüsse Adytscha und Bytantai auf. Im Jana-Indigirka-Tiefland (Westteil des Ostsibirischen Tieflands) bildet sie etwa ab Kasatschje ein rund 10.000 km² großes Mündungsdelta aus, in dem dann mit Nischnejansk die nördlichste Siedlung im Stromgebiet liegt. Nach dessen Durchfließen erreicht die Jana die Laptewsee, ein Randmeer des Arktischen Ozeans.

## Landschaftsbild
Die Landschaft an der Jana wird vom borealen Nadelwald (Taiga) beherrscht, der in Richtung Küste in die Waldtundra und Tundra übergeht. In den zuletzt genannten, nördlichsten bewohnten Regionen der Erde können sich wegen des Permafrostbodens und dem nur geringen Wassergehalt im Boden keine hohen Pflanzen, wie Bäume, entwickeln, dort herrschen Flechten, Moose, Sträucher und Farne vor.

## Bevölkerung
Studien zeigen, dass die Region um den Fluss schon früh bevölkert war. Heutige Forscher sind nach der Analyse der DNA von Zahn- und Knochenfunden der Ansicht, dass von dieser Region aus große Wanderungen stattfanden, die bis nach Nordamerika und zurück führten. Mit Inuit und Grönländern lassen sich DNA-Übereinstimmungen finden.